# María de Orleans (1865-1909)
María de Orleans (Ham, 13 de enero de 1865-Copenhague, 4 de diciembre de 1909) fue una princesa francesa de la Casa de Orleans, y por matrimonio princesa de Dinamarca.

## Biografía

### Primeros años y matrimonio
María de Orleans era bisnieta del emperador del Brasil, Pedro I, y la hija mayor de Francisca de Orleans y de su esposo (y primo) Roberto de Orleans, duque de Chartres. Nació durante el reinado de Napoleón III, un rival de su familia, por lo que ella se crio en Inglaterra. Tenía un don para la pintura.
El 20 de octubre de 1885 en una ceremonia civil, María de Orleans se casó con el príncipe Valdemar de Dinamarca, hijo menor del rey Cristián IX. La ceremonia religiosa tuvo lugar dos días después en el castillo de Eu. Aunque Valdemar era luterano, María permaneció católica. En su contrato de matrimonio, se estipuló que los hijos de la pareja serían educados en la religión del padre, y las hijas en la religión de la madre.

### Descendencia
- Aage (1887-1940), conde de Rosenborg. Casado morganáticamente con Matilde Calvi dei Conti di Bergolo (1885-1949).
- Absalón (1888-1964), casado con la princesa Margarita de Suecia (1899-1977); tuvieron dos hijos.
- Erico (1890-1950), conde de Rosenborg. Casado morganáticamente con Lois Frances Booth (1897-1941).
- Viggo (1893-1970), conde de Rosenborg. Casado morganáticamente con Eleanor Margaret Green (1895-1966).
- Margarita (1895-1992), casada con el príncipe Renato de Borbón-Parma (1884-1962).

### Problemas matrimoniales
Ellos establecieron su residencia en el Palacio Bernstorff de Copenhague, donde nació Valdemar. Sin embargo, la pareja no estaría sola: Valdemar compartió el palacio con su sobrino y pupilo, el príncipe Jorge de Grecia y Dinamarca, hijo de su hermano, Guillermo (quien se convirtió en Jorge I de Grecia). El rey de los helenos quería que su hijo se uniese a la marina danesa, después de confiarle el cuidado a su hermano, Valdemar, que era almirante de la flota naval.
Sintiéndose abandonado en aquella ocasión, Jorge más tarde describiría a su prometida, la princesa María Bonaparte, la profunda relación que tuvo con su tío, Valdemar: 

Desde ese día, me encantó y nunca habría otro amigo que él. Le encantará también, cuando se reúna con él.

En 1907, cuando Jorge trajo a su esposa a Bernstorff en su primera visita a la familia, María hablaba nerviosamente a la princesa María Bonaparte sobre la intimidad entre tío y sobrino, que era tan profunda que al final de cada viaje, Jorge estaba llorando y Valdemar enfermo. Las dos mujeres entonces aprendieron a ser pacientes y a no inmiscuirse en los momentos privados de sus maridos.
En visitas posteriores, la princesa Bonaparte se convirtió en una gran admiradora de la princesa de Orleans, concluyendo que era el único miembro de la gran familia de su marido que tenía cerebro, valor y carácter. Valdemar y María Bonaparte llegaron a tener una aventura, sin embargo, a Jorge pareció no importarle. En otra ocasión, María Bonaparte coqueteó con el príncipe Aage (hijo mayor de Valdemar, que era cinco años menor que ella). A María de Orleans, como esposa y madre que era, no le importó ni demostró objeción ninguna.
Jorge hizo críticas de María de Orleans a su esposa, alegando que ella estaba teniendo una aventura con un empleado del palacio. También dijo que la esposa de su tío bebía demasiado y no podía controlarse. Sin embargo, Bonaparte no encontró defectos en la princesa de Orleans, sino que admiraba su independencia de las circunstancias en las que vivía.

### Muerte
El marido de María de Orleans y tres de sus hijos estaban en un viaje desde la India a Siam (actual Tailandia) cuando recibieron la noticia de que ella había muerto en Bernstorff.